# 世田谷区民会館
世田谷区民会館（せたがやくみんかいかん）は、東京都世田谷区世田谷4-21-27にある世田谷区立の多目的ホール。株式会社世田谷サービス公社が指定管理者となっている。リニューアルに伴って、令和7年4月から世田谷イーグレットホールという愛称を付した。

## 概要
区役所に隣接し、1959年に前川國男の設計のもとで落成。2014年にDOCOMOMO JAPAN選定 日本におけるモダン・ムーブメントの建築に選定されている。
過去には世田谷区の行事や日本共産党大会など多くのイベントが開催されていた。
区役所の取壊しと建替えの影響で2021年1月から長期休館していたが、2024年9月にリニューアルオープンした。